# Mariana de Brito
Mariana de Brito, (Madrid, 28 de julio de 1607-1674), fue una empresaria que, tras quedarse viuda en 1643, dirigió la Real Fábrica de Artillería de La Cavada, que llegó a convertirse en el mayor complejo industrial de su tiempo en el Reino de España.

## Biografía
Hija de Juana González de Almunia y Juan Osvaldo de Brito. Su madre pertenecía a una familia madrileña de abolengo y su padre, natural de Ville de Laroche en el Ducado de Luxemburgo, desempeñaba un importante papel en el Consejo Supremo de Flandes y Borgoña. Hay constancia que sabía leer y escribir, máxima instrucción que se les consentía en la época a las mujeres de su rango, ya que firmó de su puño y letra documentos mercantiles y notariales. 
Contrajo matrimonio en 1633 con Juan de Olivares, con quien tuvo dos hijos, pero quedó viuda en 1639, y abandonó Madrid para instalarse en Retuerta (Cantabria). Un año después, se casó con Jorge de Bande, único propietario de la Real Fábrica de Artillería de la Cavada y Liérganes, que era la fábrica más importante del reino y que llegó a producir hasta mil cañones anuales con destino a la marina y al ejército. En 1643, muere dejando como única y universal heredera a su mujer.
De Brito tomó el mando de la fundición operada por los técnicos flamencos pero los recelos y envidias entre la alta sociedad originaron una intervención del Estado. Todos sus bienes fueron sometidos a intervención judicial y sacados a pública subasta. Doña Mariana tuvo que luchar siete años para poder recuperar su fábrica de La Cavada, recomprándosela en subasta al Estado con bienes de sus hijos. Estuvo al frente de la misma durante tres décadas.
En toda la bibliografía sobre la historia de las fábricas de Liérganes y La Cavada se asegura que fue su hijo mayor quien se hizo cargo del negocio al fallecimiento de Bande, pero Juan era entonces un niño de tan solo nueve años.